# اچ‌ام‌اس چیدینگفولد (ام۳۷)
اچ‌ام‌اس چیدینگفولد (ام۳۷) (به انگلیسی: HMS Chiddingfold (M37)) یک کشتی است که طول آن 60 m می‌باشد. این کشتی در سال ۱۹۸۳ ساخته شد.